# 技術支持詐騙

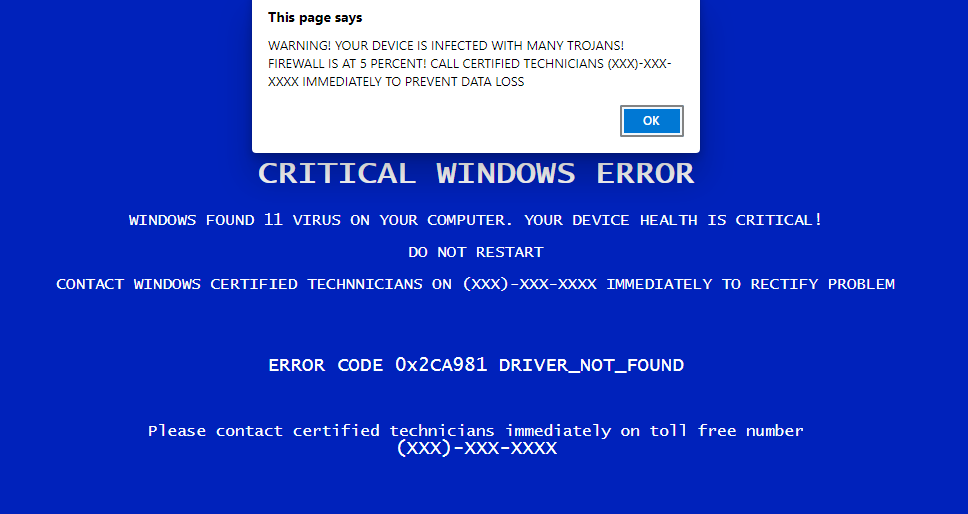
一個技術支援詐騙範例

技術支持詐騙是一種詐騙，由詐騙者聲稱自己提供技術支持服務。通常詐騙者會藉由冷撥不知情的用戶，或是假扮成错误消息的彈出式廣告詐騙。大多數這樣的騙局是針對Windows用戶。詐騙者通常自稱為來自一個聽起來合法的公司 （例如：「Windows技術支持服務中心」。）
2008年起，在一些英語國家比如美國、英國、澳大利亞與加拿大發生這種詐騙，一般詐騙者是來自印度的呼叫中心冷撥的電話。
2016年起，在中國大陸發現假冒淘寶技術支持的電話。

## 過程
一般，詐騙者會在電話目錄中尋找並撥打號碼，或出現在彈出式廣告和搜尋結果的廣告中，詐騙者也會自稱為一些看似合法的公司，例如：
- Windows幫助服務台
- Windows服務中心
- Microsoft技術支持
- Microsoft支持
- Windows技術部支持小組
- Microsoft研發團隊（Microsoft R&D Team）[4]